# Пищевая промышленность КНР

Офис компании Kemen Noodle — крупного производителя лапши

Пищевая промышленность КНР — отрасль экономики Китая, которая занимается обработкой сельскохозяйственной продукции, производством полуфабрикатов, готовых продуктов питания и напитков. Пищевая промышленность является важной составляющей обрабатывающей промышленности и играет ключевую роль в обеспечении продовольственной безопасности страны. Власти Китая строго контролируют ценовую политику в области социально значимых продуктов питания (главным образом хлеба, риса, растительного масла, свинины) и нередко проводят товарные интервенции из государственных резервов.
Китай является крупнейшим в мире импортером продуктов питания (часть импорта дополнительно перерабатывается и упаковывается в стране, особенно зерновые и масличные культуры, мясные и рыбные полуфабрикаты, а часть сразу поступает в розничную сеть).

## Общие сведения

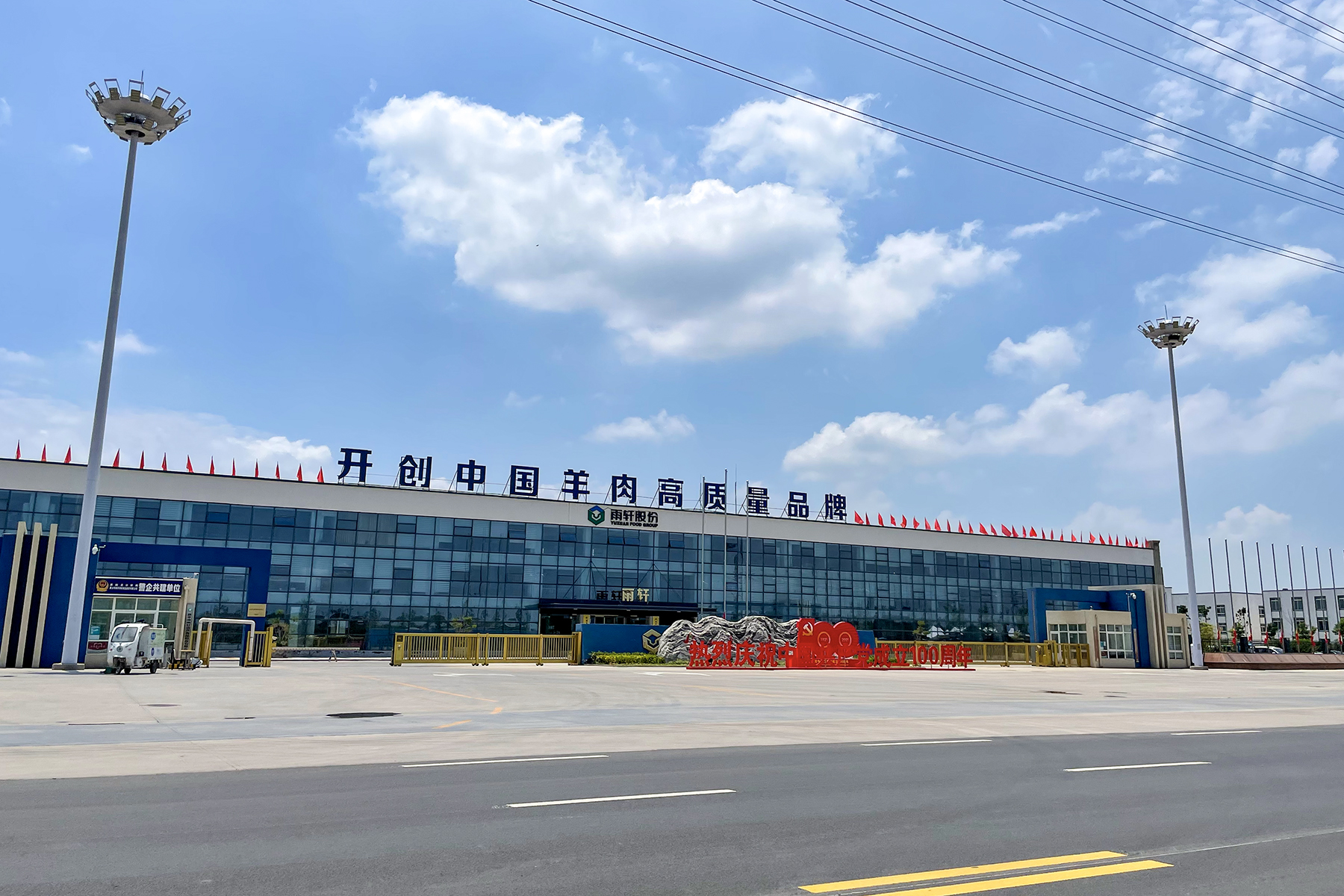
Пищевая фабрика мясной компании Yuxuan Food Group

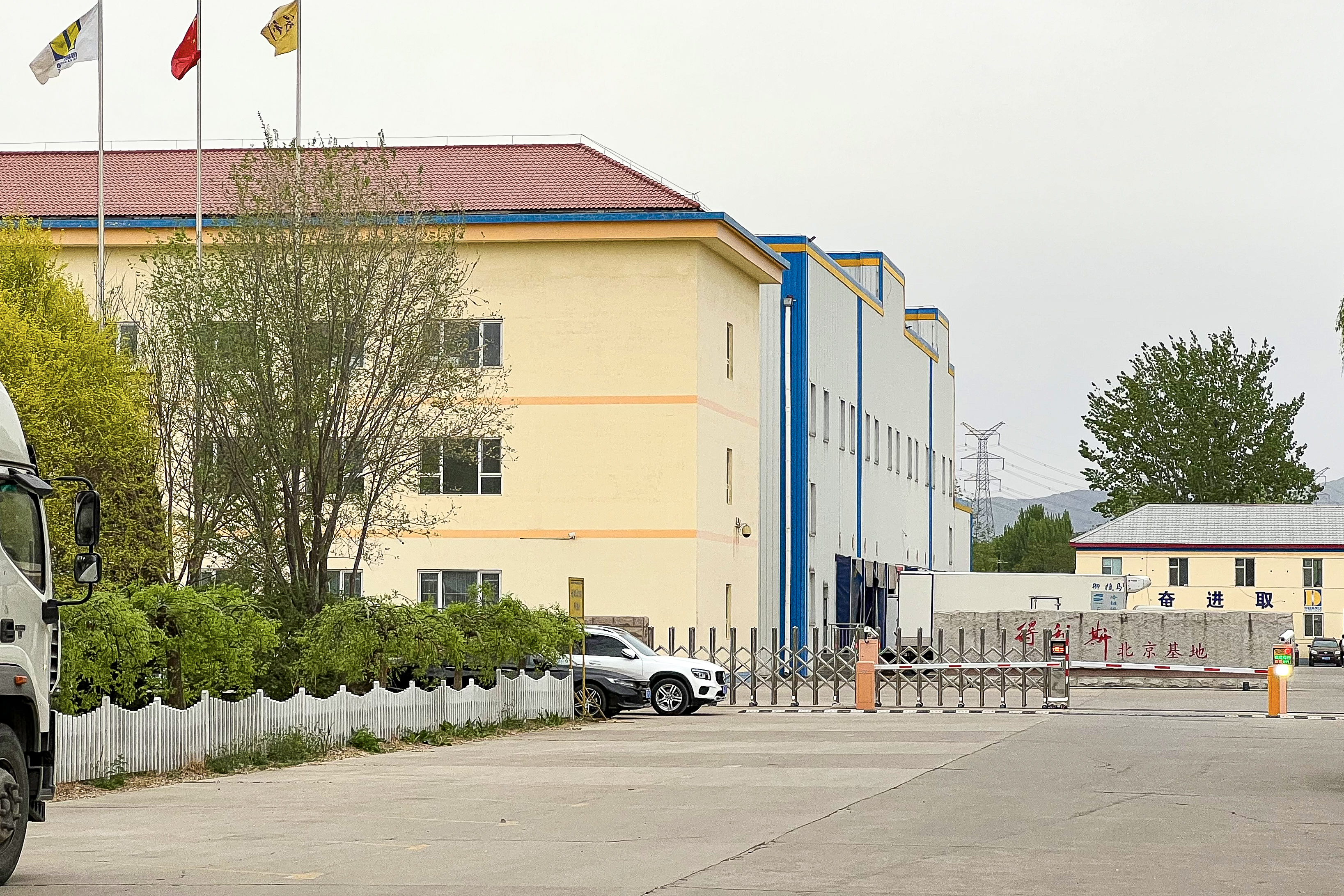
Пекинская фабрика компании Delisi Food

По итогам 2021 года розничные продажи зерна, масла и продуктов питания составили 1,68 трлн юаней (263,9 млрд долларов США), увеличившись на 10,8 % в годовом исчислении; розничные продажи безалкогольных напитков выросли на 20,4 %, алкогольных напитков и табачных изделий — на 21,2 %. В первом полугодии 2022 года объём розничных продаж зерна, масла и продуктов питания составил 903,18 млрд юаней (133,76 млрд долл. США), увеличившись на 9,9 % в годовом исчислении; объём розничных продаж безалкогольных напитков вырос на 8,2 %, а алкогольных напитков и табачных изделий — на 6,7 %.
По итогам 2021 года добавленная стоимость китайского сельского хозяйства и смежных отраслей составила 18,44 трлн юаней (2,65 трлн долл. США), что на 10,5 % больше, чем в 2020 году. На долю сельского хозяйства и смежных отраслей пришлось 16,05 % ВВП страны. Из общей добавленной стоимости отрасли 47,2 % пришлось на сектора сельского хозяйства, лесного хозяйства, животноводства и рыболовства; 20,9 % — на сектора переработки сельскохозяйственной продукции и производства пищевых продуктов; 14 % — на сектора услуг, связанных с оборотом продукции сельского и лесного хозяйства, животноводства и рыболовства.
В 2022 году общий операционный доход ведущих предприятий пищевой промышленности страны с годовым оборотом каждого не менее 20 млн юаней (2,8 млн долл. США) составил 9,8 трлн юаней, увеличившись на 5,6 % в годовом исчислении; прибыль этих предприятий выросла на 9,6 % в годовом исчислении до 681,5 млрд юаней. По итогам 2022 года объем импорта продуктов питания в Китай составил 139,62 млрд долларов США, увеличившись на 3,1 % в годовом выражении. Согласно статистике Всемирной торговой организации (ВТО), Китай стал крупнейшим в мире импортером продуктов. Основной объём импорта пришёлся на мясо и мясные изделия, зерновую продукцию, морепродукты, фрукты и фруктовые изделия, молочные продукты и растительные масла.
По итогам 2023 года объем китайского рынка полуфабрикатов составил 516,5 млрд юаней, увеличившись на 23,1 % в годовом исчислении. Наиболее популярными товарными группами полуфабрикатов были спринг-роллы, димсамы, баоцзы, цзяоцзы и вонтоны, а также полуфабрикаты из рыбы, креветок, курицы и утки (в том числе фарш и котлеты). К концу 2023 года китайские мощности по хранению зерна превысили 700 млн тонн, что на 36 % больше, чем в 2014 году; ёмкость низкотемпературных зернохранилищ достигла 200 млн тонн.

## Крупнейшие компании
По состоянию на 2021 год крупнейшими пищевыми компаниями Китая по величине выручки являлись:
- Yihai Kerry Arawana Holdings (226,22 млрд юаней)[11]
- New Hope Liuhe (126,26 млрд юаней)[12]
- Inner Mongolia Yili Industrial Group (110,59 млрд юаней)[13]
- Kweichow Moutai (109,46 млрд юаней)[14]
- Guangdong Haid Group (85,99 млрд юаней)[15]
- Muyuan Foods (78,88 млрд юаней)[16]
- China Mengniu Dairy (78,43 млрд юаней)[17]
- Shuanghui Investment & Development (66,79 млрд юаней)[18]
- Wuliangye Yibin (66,21 млрд юаней)[19]
- Tingyi Holding (65,9 млрд юаней)[20]
- Wens Foodstuff Group (64,96 млрд юаней)[21]
- Tongwei (63,49 млрд юаней)[22]
- Zhengbang Technology (47,67 млрд юаней)[23]
- Dabeinong Technology Group (31,32 млрд юаней)[24]
- China Resources Beer Holdings (29,71 млрд юаней)[25]
- Nongfu Spring (29,69 млрд юаней)[26]
- Bright Dairy and Food (29,2 млрд юаней)[27]
- Tsingtao Brewery (26,84 млрд юаней)[28]
- Jiangsu Yanghe Brewery (25,35 млрд юаней)[29]
- COFCO Sugar Holding (25,16 млрд юаней)[30]
- Haitian Flavouring and Food (25 млрд юаней)[31]
- WH Group (24,28 млрд юаней)[32]
- Shanghai Maling Aquarius (23,6 млрд юаней)[33]
- COFCO Biotechnology (23,47 млрд юаней)[34]
- Meihua Holdings (22,83 млрд юаней)[35]
- Uni-President China Holdings (22,45 млрд юаней)[36]
- Want Want China (21,34 млрд юаней)[37]
- Luzhou Laojiao (20,64 млрд юаней)[38]
- China Feihe (20,33 млрд юаней)[39]
- Shanxi Xinghuacun Fen Wine Factory (19,97 млрд юаней)[40]
- Dali Foods Group (19,83 млрд юаней)[41]
- China Foods (19,78 млрд юаней)[42]
- Fufeng Group (19,16 млрд юаней)[43]

## Переработка сырья

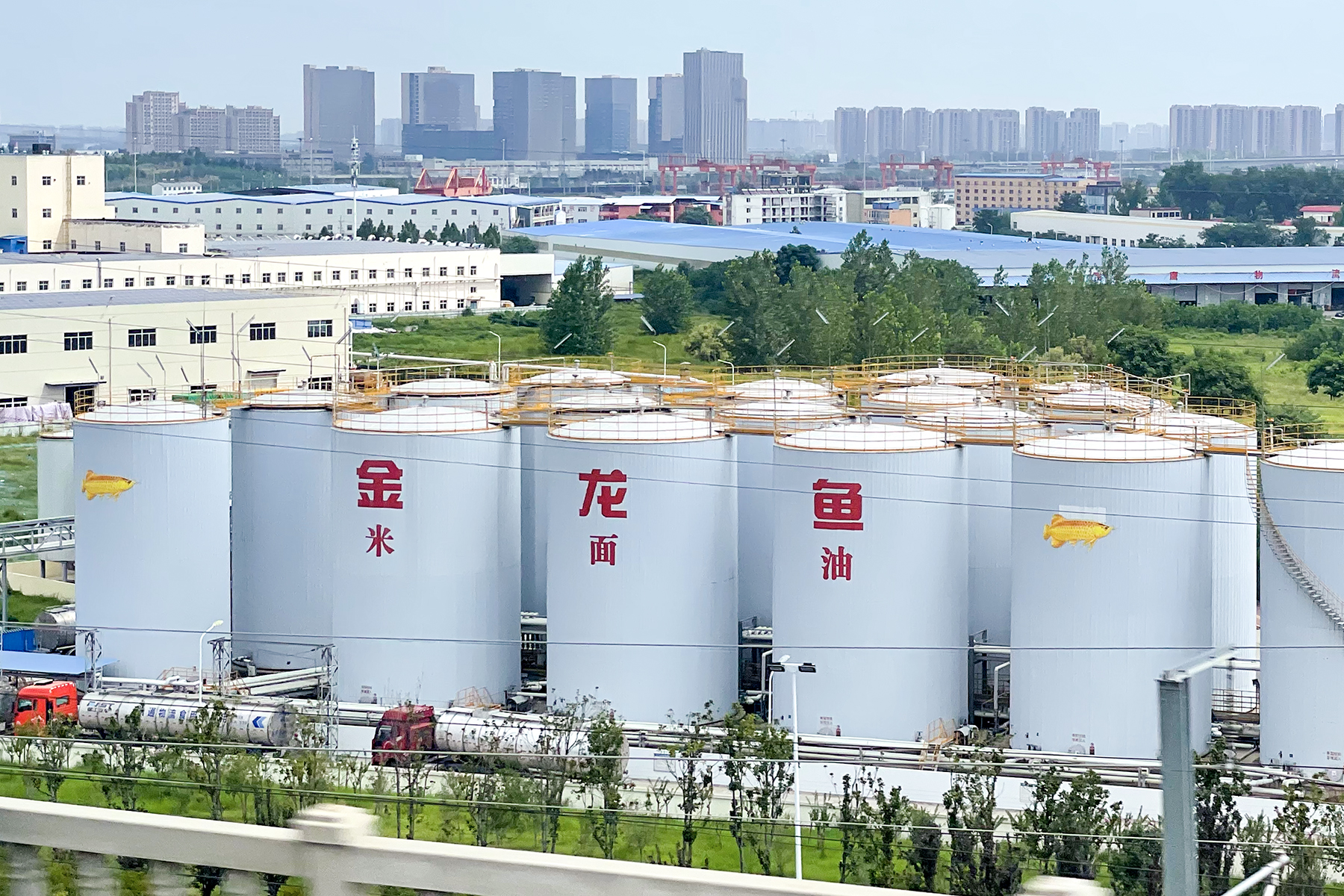
Пищевая фабрика компании Yihai Kerry Food

В Китае имеются огромные мощности по переработке кукурузы, риса, пшеницы, сахарного тростника, картофеля, огурцов, помидоров, арбузов, бататов, яблок, грибов, баклажанов и капусты, а также свинины, молока, яиц, курятины, говядины, утятины, баранины, гусятины и козлятины. По итогам 2021 года объём добавленной стоимости в секторе переработки продукции сельского и подсобного хозяйства вырос на 7,7 % в годовом исчислении. В первом полугодии 2022 года добавленная стоимость в секторе переработки продукции сельского и подсобного хозяйства выросла на 3,3 % в годовом исчислении.

## Производство продуктов питания

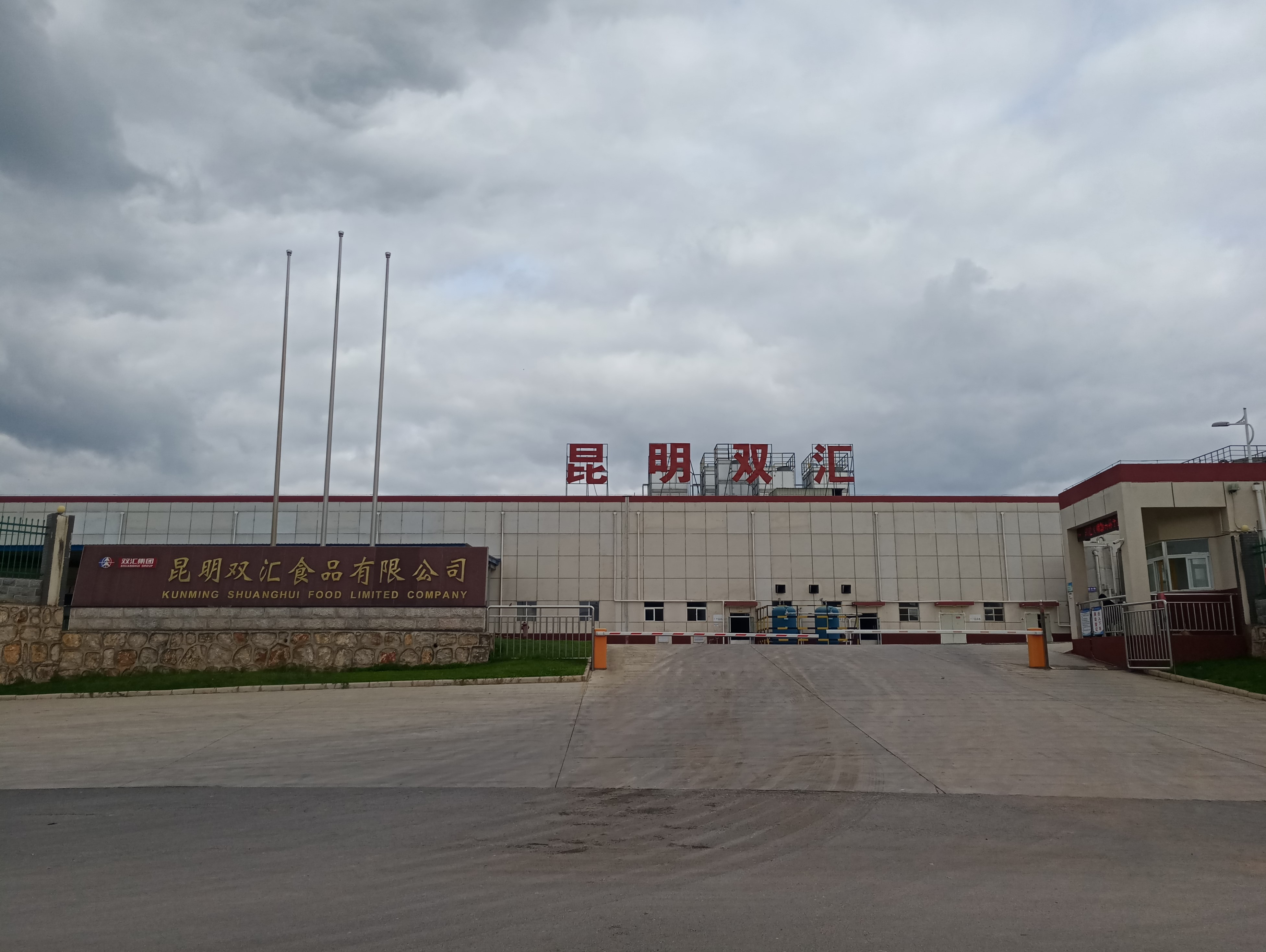
Мясная фабрика компании WH Group

По итогам 2021 года объём добавленной стоимости в секторе производства продуктов питания вырос на 8 % в годовом исчислении. В первом полугодии 2022 года добавленная стоимость в секторе производства продуктов питания выросла на 4,1 % в годовом исчислении.

### Мясная промышленность
Китай занимает первое место в мире по производству свинины и мяса домашней птицы, третье место в мире по производству говядины, а также является крупным производителем мясных консервов, мясных полуфабрикатов, колбасных изделий, желатина и комбикормов (в том числе из сои и рапса). Крупнейшими производителями мясных продуктов и комбикормов являются New Hope Liuhe, Guangdong Haid Group, Muyuan Foods, Wens Foodstuff Group, Tongwei, WH Group, Shanghai Maling Aquarius, China Yurun Food Group, Anjoy Foods Group, Juewei Food, COFCO Joycome Foods, Shandong Delisi Food, Shandong Jinluo Enterprise Group и Zhucheng Waimao.

### Молочная промышленность

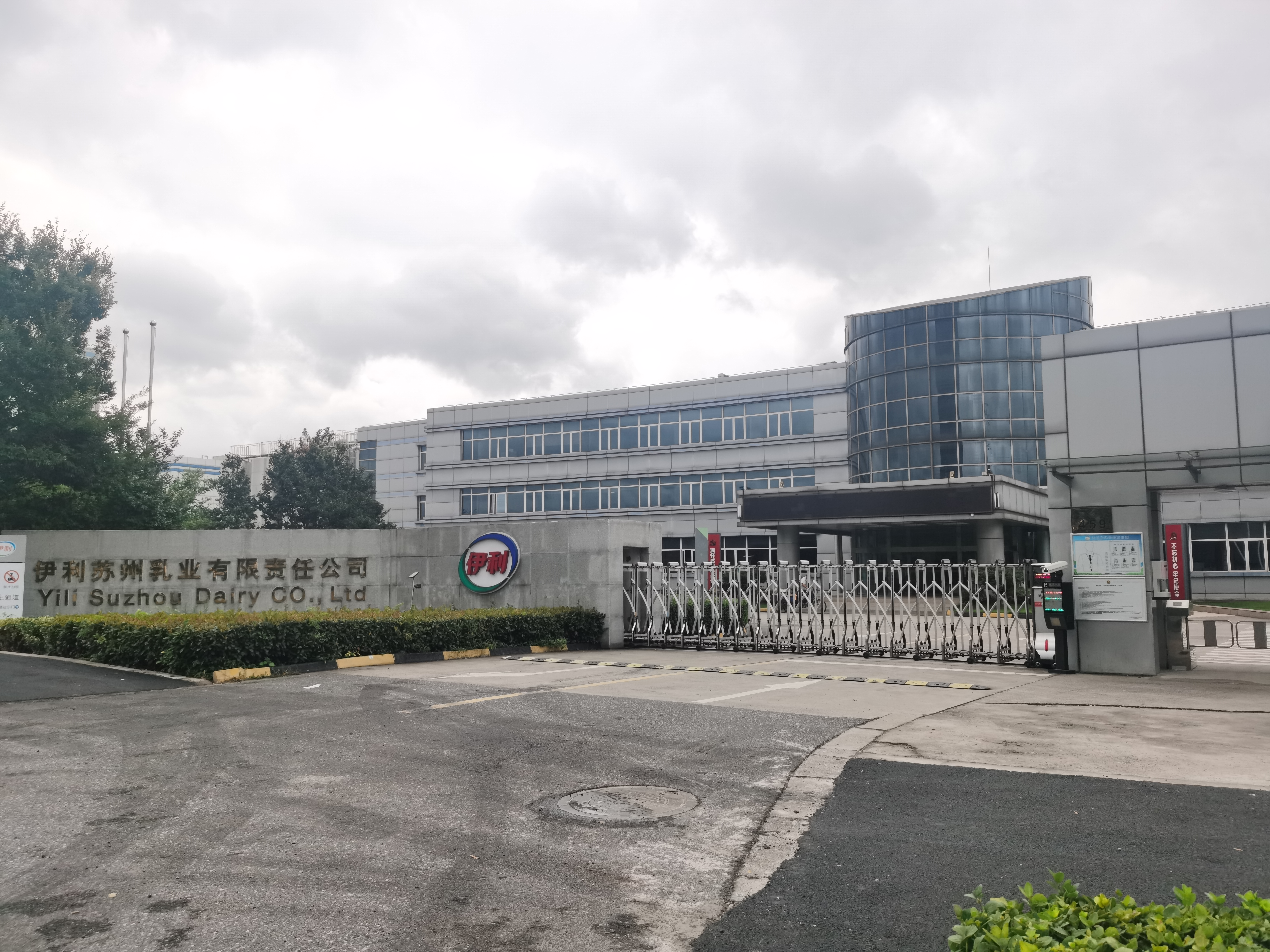
Молочная фабрика компании Yili Group

В 2018 году потребление молочных продуктов в Китае на душу население достигло 34,3 кг, что в 77 раз больше, чем в 1949 году, когда была образована Китайская Народная Республика. В 2021 году потребление молочных продуктов на душу населения увеличилось на 11,8 % в годовом исчислении и достигло 42,3 кг. Кроме того, в 2021 году объём производства основных производителей молочной продукции страны увеличился на 9,4 % в годовом исчислении и составил 30,32 млн тонн (к основным предприятиям молочной промышленности относятся компании, чей годовой доход превышает 20 млн юаней или 3,16 млн долларов США). 
Китай является крупным производителем питьевого и сухого молока, детских молочных смесей, сыра, сливочного масла, йогурта, мороженого и молочных консервов. Крупнейшими молочными компаниями страны являются Inner Mongolia Yili Industrial Group, China Mengniu Dairy, Bright Dairy and Food, China Feihe, Junlebao Dairy Group, Nestle China, Danone China Food & Beverage, Unilever China, China Modern Dairy Holdings и Beijing Capital Agribusiness & Foods Group (включая Beijing Sanyuan Foods).

### Хлебобулочная промышленность
Китай является крупным производителем муки, хлеба, булочек, рогаликов, лепёшек, крекеров, галет, сэндвичей и различных полуфабрикатов (в том числе замороженных продуктов из пшеничной муки и риса с различными начинками). В западной части Китая популярны наан, тогач и чалпак, в Северном Китае — маньтоу и шаобин, в Восточном Китае — баоцзы. Крупнейшими производителями хлебобулочных изделий, муки и мучных полуфабрикатов являются COFCO Grains & Cereals, Dali Foods Group, Orion Food, Toly Bread, Want Want China, Bimbo China, The Garden Company, Sanquan Food, Synear Food Holdings и Christine International Holdings.

### Кондитерская промышленность
Китай является крупным производителем печенья, вафель, пирожных, пончиков, тортов, кексов, халвы, конфет, леденцов, шоколадных батончиков и плиток, карамели, мармелада, желе, пудингов, зефира и жевательной резинки. В дорогом ценовом сегменте доминируют иностранные корпорации. Крупнейшими кондитерскими компаниями страны являются Perfetti Van Melle Confectionery China, Mars Foods China, Hershey’s China (включая Jinsi Food), Nestle China (включая Hsu Fu Chi International), Ferrero China, Mondelēz China, Yıldız Holding, Wrigley Confectionery China, Orion Food, Toly Bread, Ganso, Henan Yuda Food, Guangdong Strong Group, Liangfeng Food Group, Golden Monkey Food, Fujian Fuma Food Group,  UHA Mikakuto Confectionery & Food, Liwayway China, PepsiCo Foods China и Danone Biscuits Food.

### Макаронная промышленность
Китай является крупнейшим в мире производителем лапши быстрого приготовления, а также крупным рынком вермишели и макарон. Крупнейшими производителями лапши быстрого приготовления являются Tingyi Holding, Uni-President China Holdings, Jinmailang Foods, Baixiang Food, Nissin Foods China Holdings, Hebei Hualong Food Group, Zhuhai Huafeng Food Industry Group, Kemen Noodle Manufacturing, Zhengzhou Tianfang Group, Henan Nanjiecun Group, Wuhan Dahankou Food и Yongnan Food.

### Масложировая промышленность
Китай лидирует в мире по производству соевого, арахисового и хлопчатникового масел, а также входит в число лидеров по производству кукурузного, рапсового, кунжутного и горчичного масел. Большое значение для внутреннего рынка имеет импорт пальмового масла из Юго-Восточной Азии, подсолнечного масла из Восточной Европы и оливкового масла из Средиземноморья. Крупнейшими производителями пищевых масел и жиров являются компании Wilmar International (включая Yihai Kerry Arawana Holdings), COFCO Oils & Oilseeds, Shandong Luhua Group, Shandong Xiwang Food, Archer Daniels Midland, Bunge, Cargill и Louis Dreyfus Company.

### Плодоовощная промышленность
Китай является крупнейшим в мире производителем и потребителем фруктов, здесь потребляют почти 70 % мирового производства арбузов и почти 50 % яблок. Кроме того, КНР лидирует в мире по потреблению киви. В 2022 году импорт фруктов в Китай составил 14,6 млрд долларов США (99,213 млрд юаней), увеличившись на 8 % в годовом выражении. Объем импорта фруктов достиг 7,33 млн тонн, увеличившись на 4 % по сравнению с 2021 годом и в два раза по сравнению с 2012 годом, когда импорт фруктов составил меньше 3,45 млн тонн. В структуре китайского импорта фруктов наибольший объем пришёлся на дуриан, объём его ввоза достиг 4,03 млрд долларов США, а в количественном выражении — 825 тыс. тонн, увеличившись почти в три раза по сравнению с 2014 годом. Также растёт импорт бананов, сухофруктов и кокосовых орехов.
В Китае производят замороженные овощи и фрукты, сухофрукты, овощные и плодово-ягодные консервы, в том числе детское питание, маринованные овощи и фрукты, томатную пасту, овощные и фруктовые пюре, фруктовые варенья, джемы, повидла и цукаты. Крупными производителями плодовоовощной продукции являются Xinjiang Chalkis Tomato Products, Xinjiang Guannong Fruit & Antler, Sichuan Meining Industrial Group, Zhejiang Iceman Group, Chongqing Fuling Zhacai Group, Bestore и Bonduelle.
Китай экспортирует консервированные помидоры, кукурузу, побеги бамбука, грибы, ананасы и персики. В 2022 году экспорт китайских консервов достиг 3,125 млн тонн (+ 12 % в годовом исчислении) или 6,89 млрд долларов США в денежном исчислении (+ 22 %).

### Аквакультурная промышленность
Китай занимает одно из первых мест в мире в области вылова и переработки морской рыбы и морепродуктов, а также в области разведения рыб, крабов, моллюсков и водорослей. Важное значение имеет переработка замороженной рыбы и морепродуктов из России, Норвегии, США, Канады, Мексики, Эквадора, Чили, Австралии, Новой Зеландии, Вьетнама, Таиланда, Индонезии и Индии. Крупными производителями свежей рыбы и рыбных консервов являются Shanghai Fisheries Group, Zoneco Group, Liaoyu Group, Shandong Homey Aquatic Development, Shandong Oriental Ocean, Haikui Aquatic Products Group и Xiamen Gulong Canned Food.

### Сахарная промышленность
Китай входит в пятёрку крупнейших производителей сахара и патоки в мире, а также является крупнейшим в мире импортёром сахара (главным образом из Бразилии и Таиланда). Около 60 % китайского сахара производится в Гуанси, за которым следуют провинции Юньнань, Гуандун и Хайнань. Крупнейшими сахарными компаниями страны являются COFCO Sugar Holding, Nanning Sugar Industry, Rizhao Lingyunhai Sugar Group, Dongguan Dongtang Group, Guangxi Guitang Group, Guangxi Yangpu Nanhua Sugar Industry Group, Guangxi Fengtang Biochemical, Yunnan Yinmore Sugar Industry, Xinjiang Guannong Fruit & Antler и Baotou Huazi Industry.

### Производство соусов и приправ

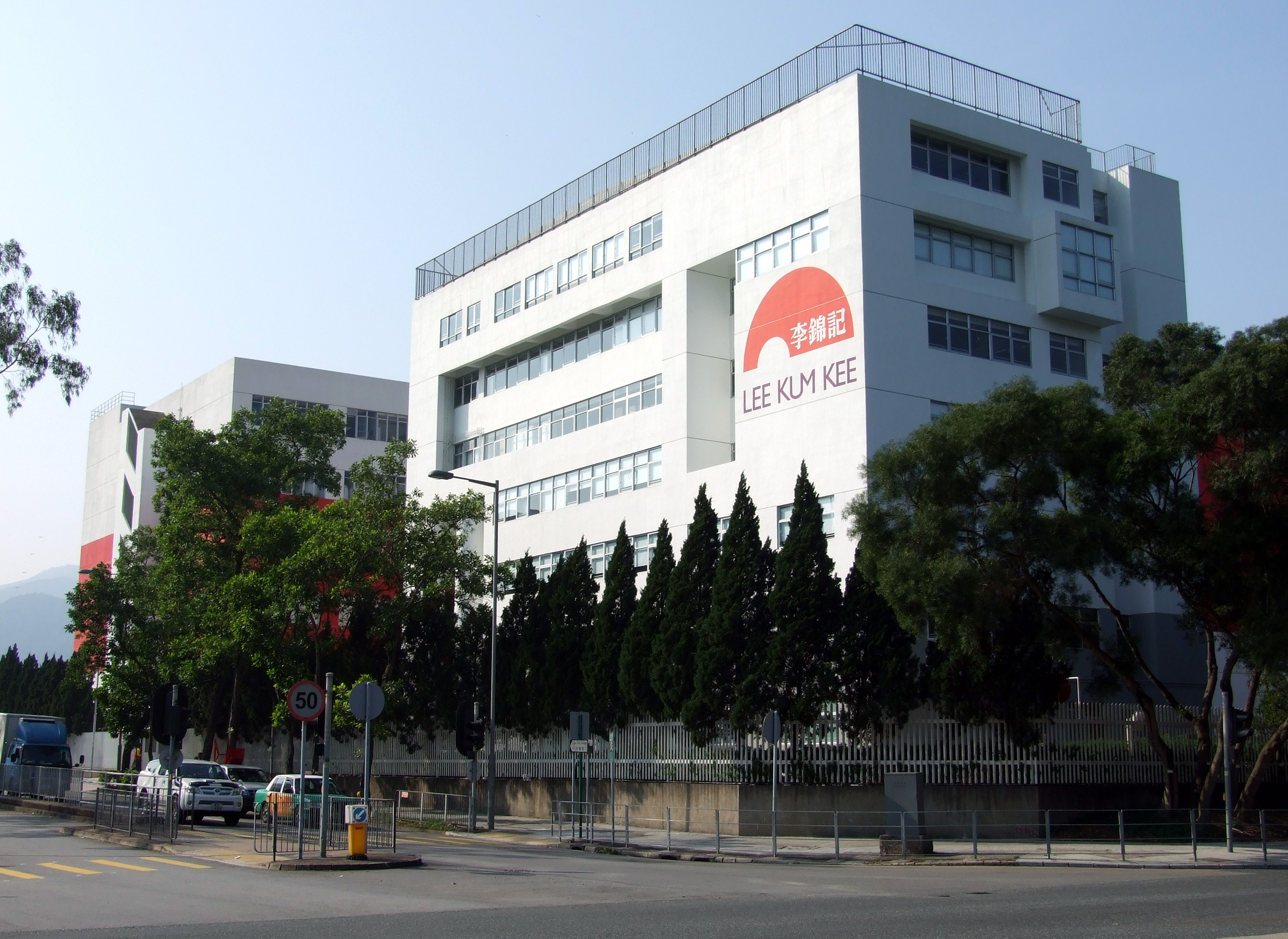
Фабрика соусов компании Lee Kum Kee

По итогам 2021 года китайский рынок приправ, заправок и соусов превысил 22 млрд долларов. Основной продукцией являются соевый соус, устричный соус, рыбный соус, соус хойсин, соус чили, рисовый уксус, кулинарное вино, глутамат натрия, майонез, кетчуп, салатная заправка, горчица, бульонные кубики, сычуаньский перец, перец чили, маринованный имбирь и доучи. 
Крупнейшими производителями соусов и приправ являются Haitian Flavouring and Food, CITIC Group (включая Amoy Food), Lee Kum Kee, Jiajia Food Group, Nestle China (включая Shanghai Totole Food), Unilever China, Kraft Heinz Company, Kikkoman, Kewpie Corporation, Campbell Soup, McCormick & Company, Hebei Hualong Food Group и Laoganma Special Flavor Foodstuffs, крупнейшими производителями пищевых добавок — Yihai Kerry Arawana Holdings, Meihua Holdings, Shandong Qilu Biotechnology Group и Fufeng Group. Крупнейшим производителем пищевой соли является государственный холдинг China National Salt Industry Corporation.

## Производство напитков

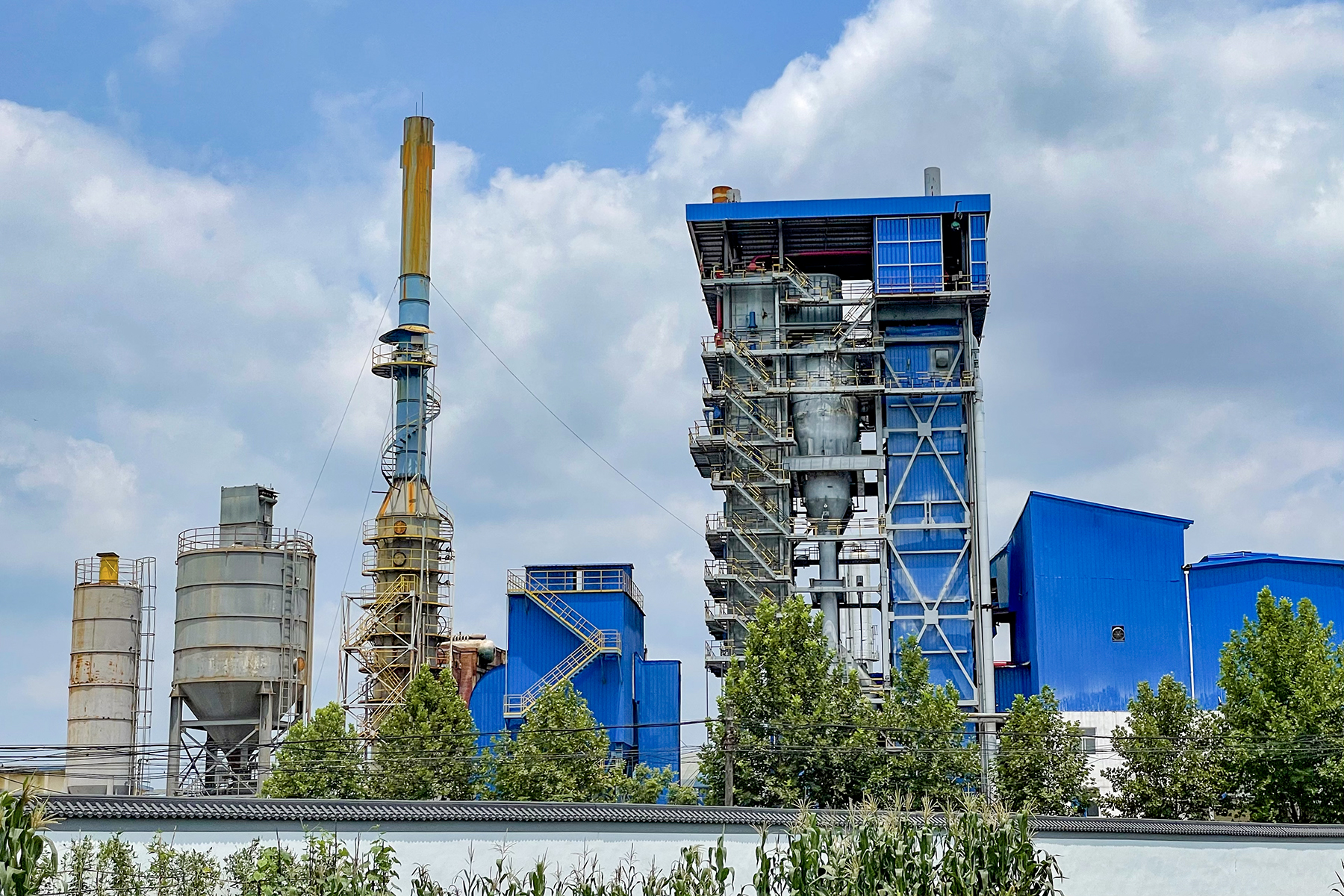
Фабрика компании Yuliang Group

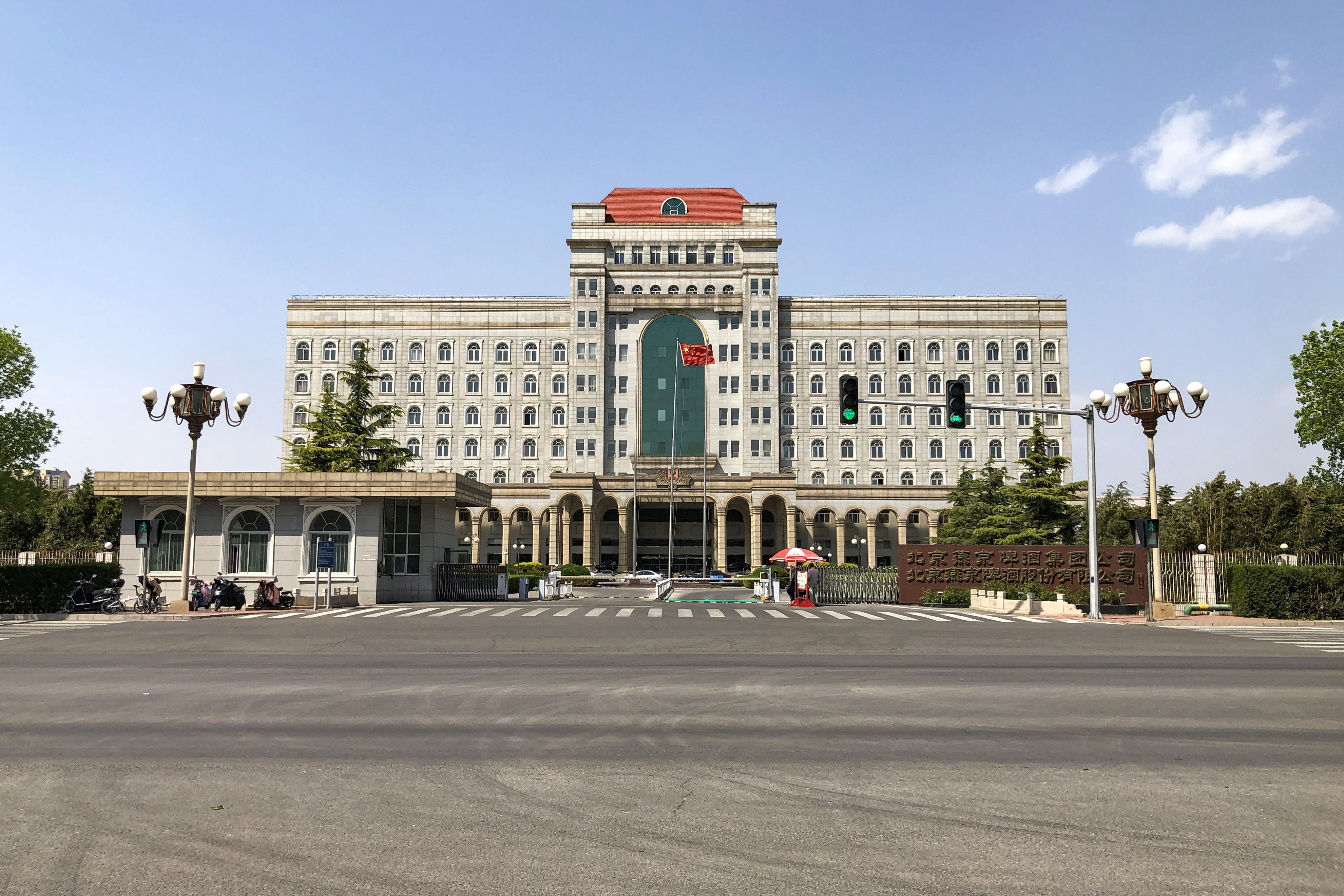
Штаб-квартира компании Beijing Yanjing Brewery

Китай является крупным производителем сорговой или рисовой водки (байцзю), рисового вина (мицзю и хуанцзю), виноградного вина, различных ликёров, пива, а также минеральной бутилированной воды, лимонадов, фруктовых и овощных соков, холодного чая, кофейных и соевых напитков. По итогам 2021 года добавленная стоимость в секторе производства чая, алкогольных и безалкогольных напитков выросла на 10,6 % в годовом исчислении. В первом полугодии 2022 года добавленная стоимость в секторе производства чая, алкогольных и безалкогольных напитков выросла на 8,4 % в годовом исчислении.
Крупнейшими производителями крепких алкогольных напитков являются Kweichow Moutai, Wuliangye Yibin, Jiangsu Yanghe Brewery, Luzhou Laojiao, Shanxi Xinghuacun Fenjiu Group, Anhui Gujing Distillery, Anhui Yingjia Distillery, Anhui Kouzi Distillery и Beijing Red Star.
Крупнейшими производителями слабоалкогольных напитков, в том числе пива, являются China Resources Beer Holdings, Tsingtao Brewery, Anheuser-Busch InBev, Beijing Yanjing Brewery, Carlsberg Group, Guangzhou Zhujiang Brewery, Kingway Brewery Holdings и Kirin Holdings.  
Крупнейшими производителями безалкогольных напитков являются The Coca-Cola Company (включая COFCO Coca-Cola Beverages и Swire Coca-Cola), PepsiCo China (включая Tingyi Holding), Nongfu Spring, Wahaha Group, Uni-President China Holdings, Want Want China, China Foods, Dali Foods Group, China Huiyuan Juice Group, Hongbaolai Group, Coconut Palm Group, JDB Group, Jianlibao Group, SDIC Zhonglu Fruit Juice и Chengde Lolo. На рынке кофейных и чайных напитков лидируют Mixue, Heytea, Starbucks, Costa Coffee и Luckin Coffee.

### Винодельческая промышленность
Основными винодельческими регионами Китая являются северное подножие горы Тяньшань (Синьцзян-Уйгурский автономный район), восточные предгорья горы Хэланьшань (Нинся-Хуэйский автономный район) и окрестности горы Чанбайшань (провинция Цзилинь). Одним из крупнейших винных домов страны является Great Wall Wine.
В 2022 году продажи крупных винодельческих промышленных предприятий Китая составили 7,9 млрд юаней, увеличившись в годовом исчислении на 7,87 %, а общая прибыль этих предприятий составила 278 млн долл. США (+ 8,1 % по сравнению с предыдущим годом).

### Чайная промышленность
В 2022 году общий объём продаж чая внутри страны составил 2,4 млн тонн, увеличившись на 4,15 % в годовом выражении; продажи в денежном выражении выросли на 8,82 % и достигли 339,53 млрд юаней (47,67 млрд долл. США); общий объём онлайн-торговли чаем превысил 33 млрд юаней (4,63 млрд долл. США). Кроме классических сортов чёрного, бирюзового и зелёного чая, растут продажи белого, цветочного и травяного чая, а также чайных напитков (особенно бабл-чая).